# Ctenochira longicauda
Ctenochira longicauda är en stekelart som beskrevs av Dmitriy R. Kasparyan 1976. Ctenochira longicauda ingår i släktet Ctenochira och familjen brokparasitsteklar. Inga underarter finns listade i Catalogue of Life.